# 胡宗憲

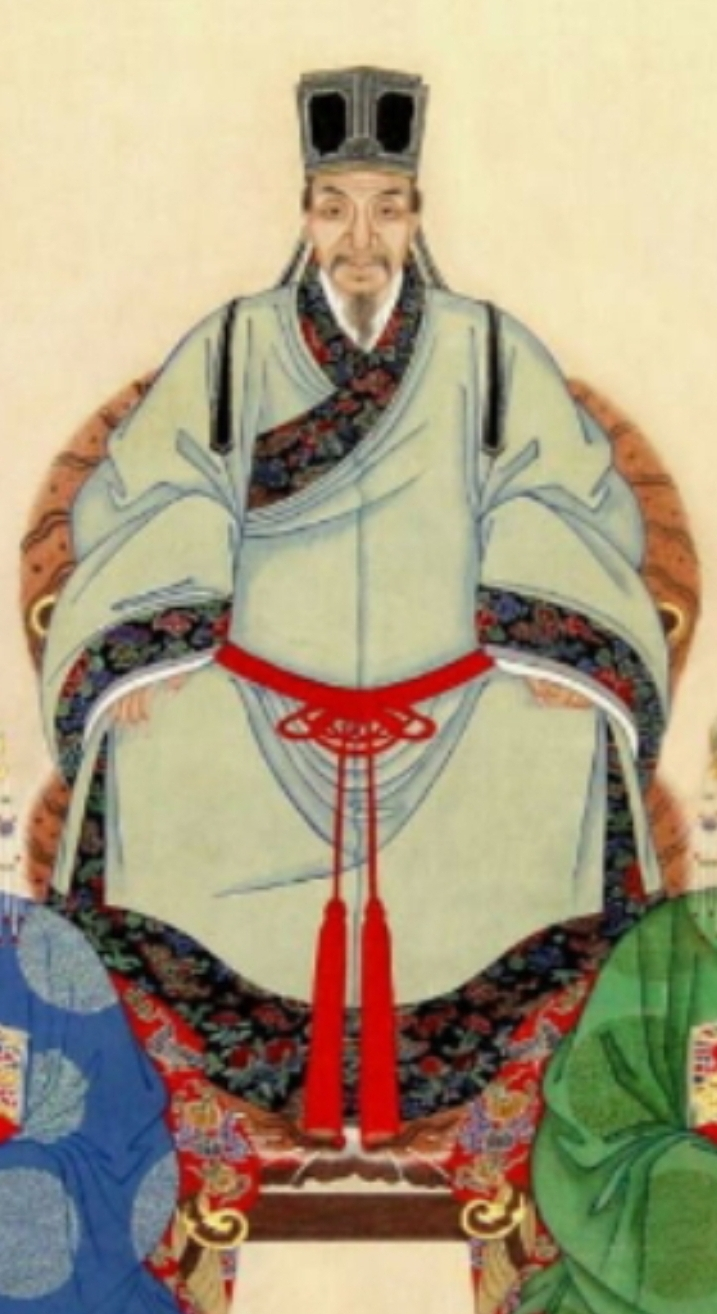
胡宗憲

胡 宗憲（こ そうけん、1512年11月4日 - 1565年11月25日）は、中国明代の武将。字は汝貞、号は梅林。諡は襄懋。
徽州府績渓県で生まれる。1538年に科挙に合格、1553年に御史となり、趙文華・厳嵩の下で働き、北方防備などを務める。
直隷巡按・湖広巡按・浙江巡按となり、朱紈・戚継光・兪大猷らとともに中国沿岸部で密貿易などを行っていた倭寇（後期倭寇）の討伐を行う。1556年には倭寇の頭目であった徐海を下し、1557年には同郷であった王直を懐柔して逮捕する。胡宗憲は王直の助命と海禁政策の緩和を嘆願するが、明の官僚の命で王直を処刑する。
王直逮捕の功績で太子太保となるが、福建で倭寇の活動が活発になると結託を疑われ逮捕され、獄中で自殺。
『籌海図編』の編者とされることがあるが、誤りである。中国共産党元総書記胡錦濤は末裔とされる。

## 脚注

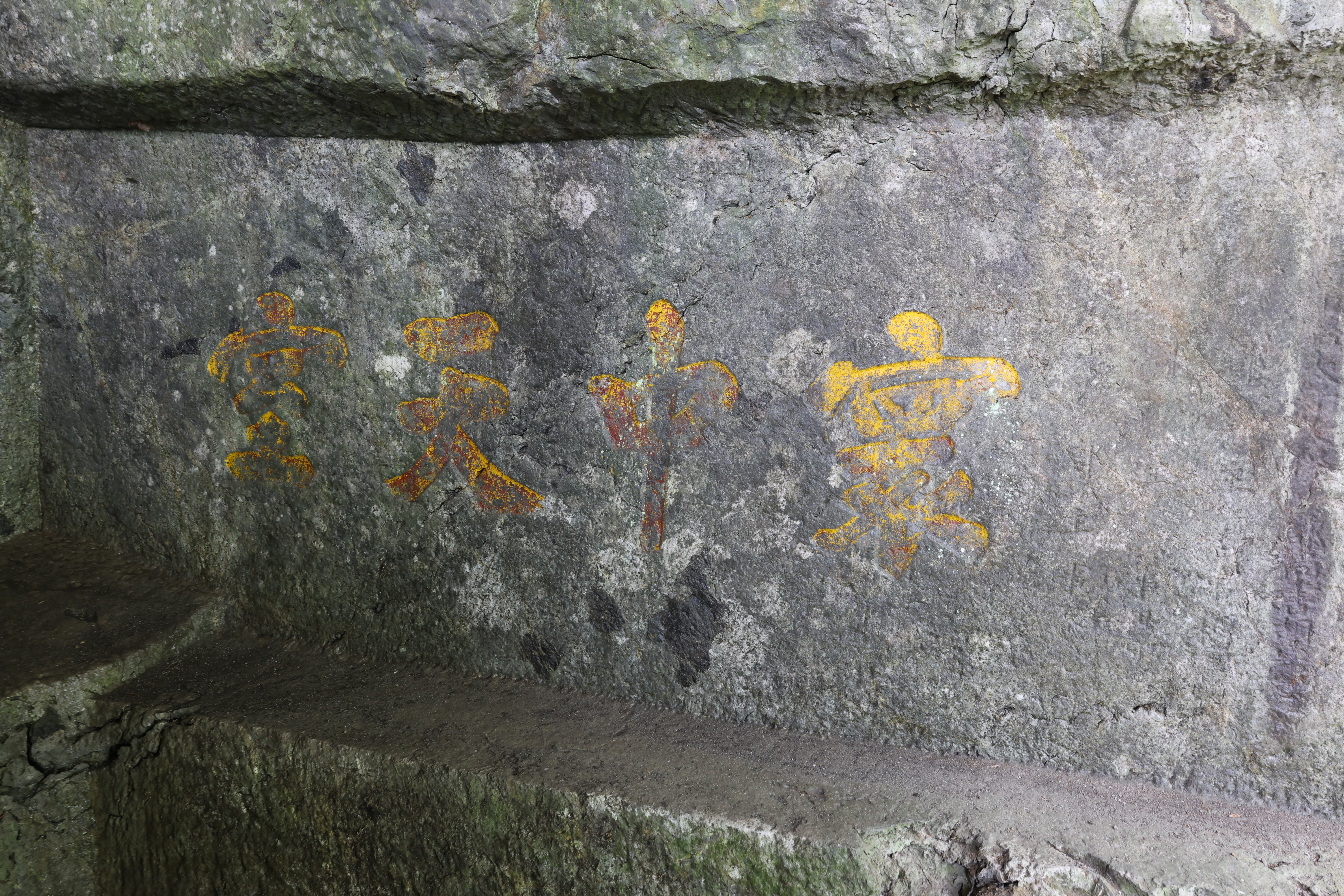
嘉靖辛酉（1561）年、胡宗憲と同僚ともに書いた作品”寰中天室”（かんちゅうてんしつ）。杭州の南屏山（なんへいさん）に居ります。